# 童柷
童柷（1438年—？），字勉和，浙江金華府蘭谿縣人，軍籍，明朝政治人物。

## 生平
浙江鄉試第二十六名舉人，成化十一年（1475年）中式乙未科會試第二百三十二名，二甲第九十名進士。授戶科給事中，謫興國州同知，升袁州府知府，卒於官。

## 家族
曾祖童士郁；祖父童原武；父童存正，教授。